# جیمز کلارک (بازیکن فوتبال، زاده ۱۹۲۳)
جیمز کلارک (انگلیسی: James Clarke; ۷ دسامبر ۱۹۲۳ – ۱۲ دسامبر ۲۰۱۴) بازیکن فوتبال بود.